# Nissan Micra
Nissan Micra – samochód osobowy klasy subkompaktowej produkowany pod japońską marką Nissan od 1982 roku. Od 2025 roku produkowana jest szósta generacja modelu.

## Pierwsza generacja

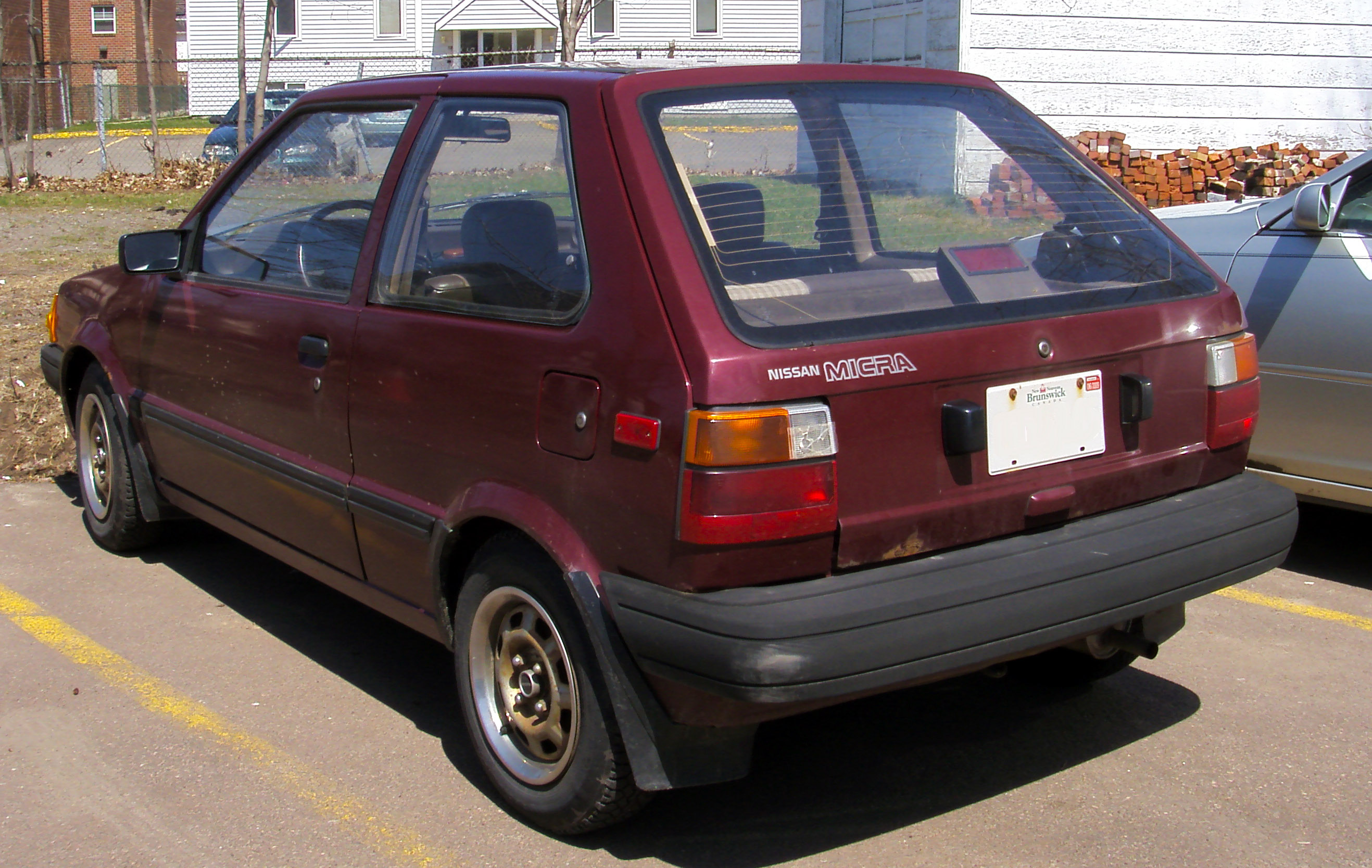
Tył Nissana Micry

Premiera modelu nastąpiła w październiku 1982 roku pod roboczą nazwą K10. Model ten miał być konkurencją dla popularnej Hondy City. W wersji K10 produkowany był w latach 1982–1992 jako trzy i pięciodrzwiowy hatchback. W tej wersji wyposażony był w silniki 1000 cm³ oraz najmocniejszy 1200 cm³, co pozwoliło uzyskiwać bardzo dobre osiągi.

## Druga generacja

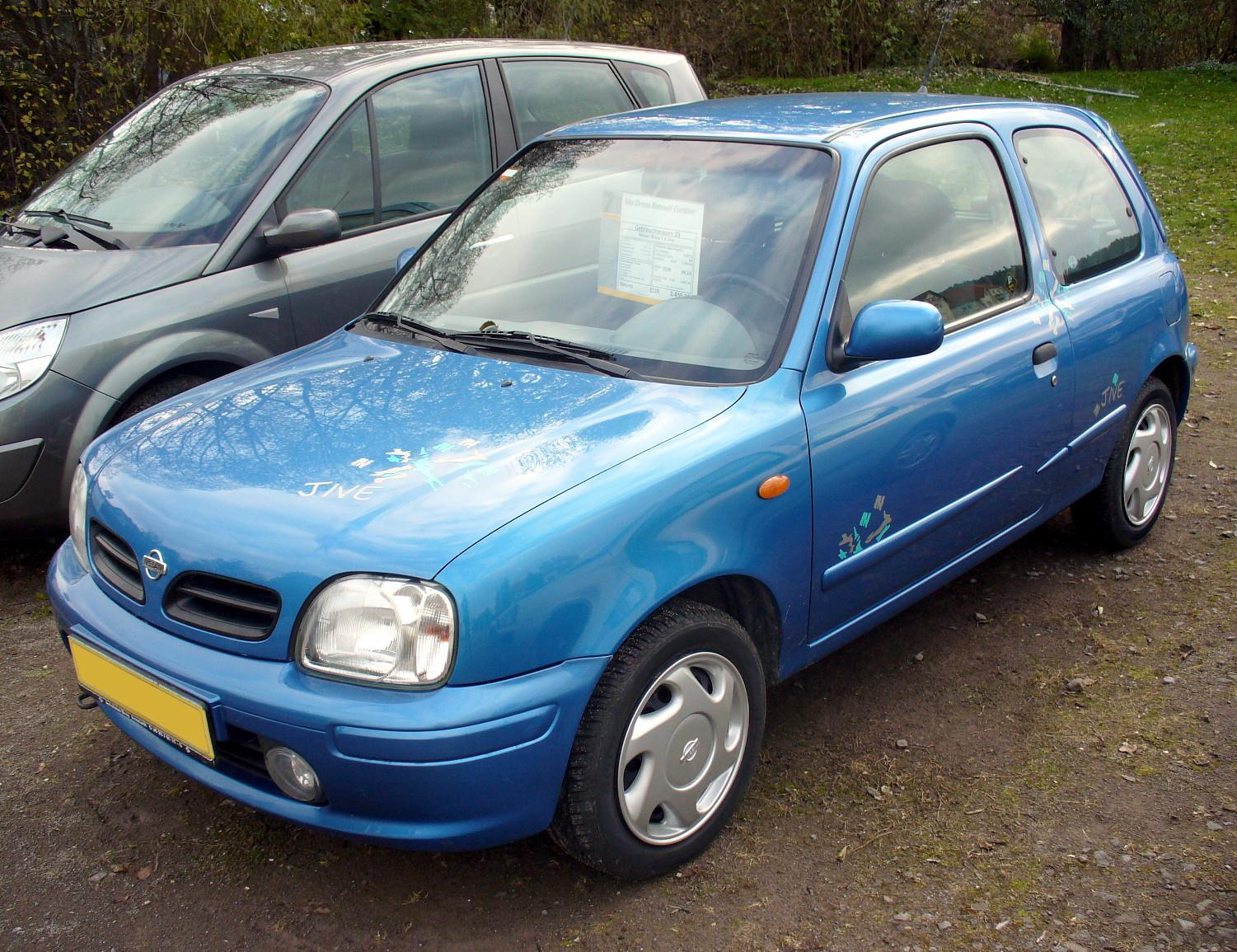
Nissan Micra po liftingu

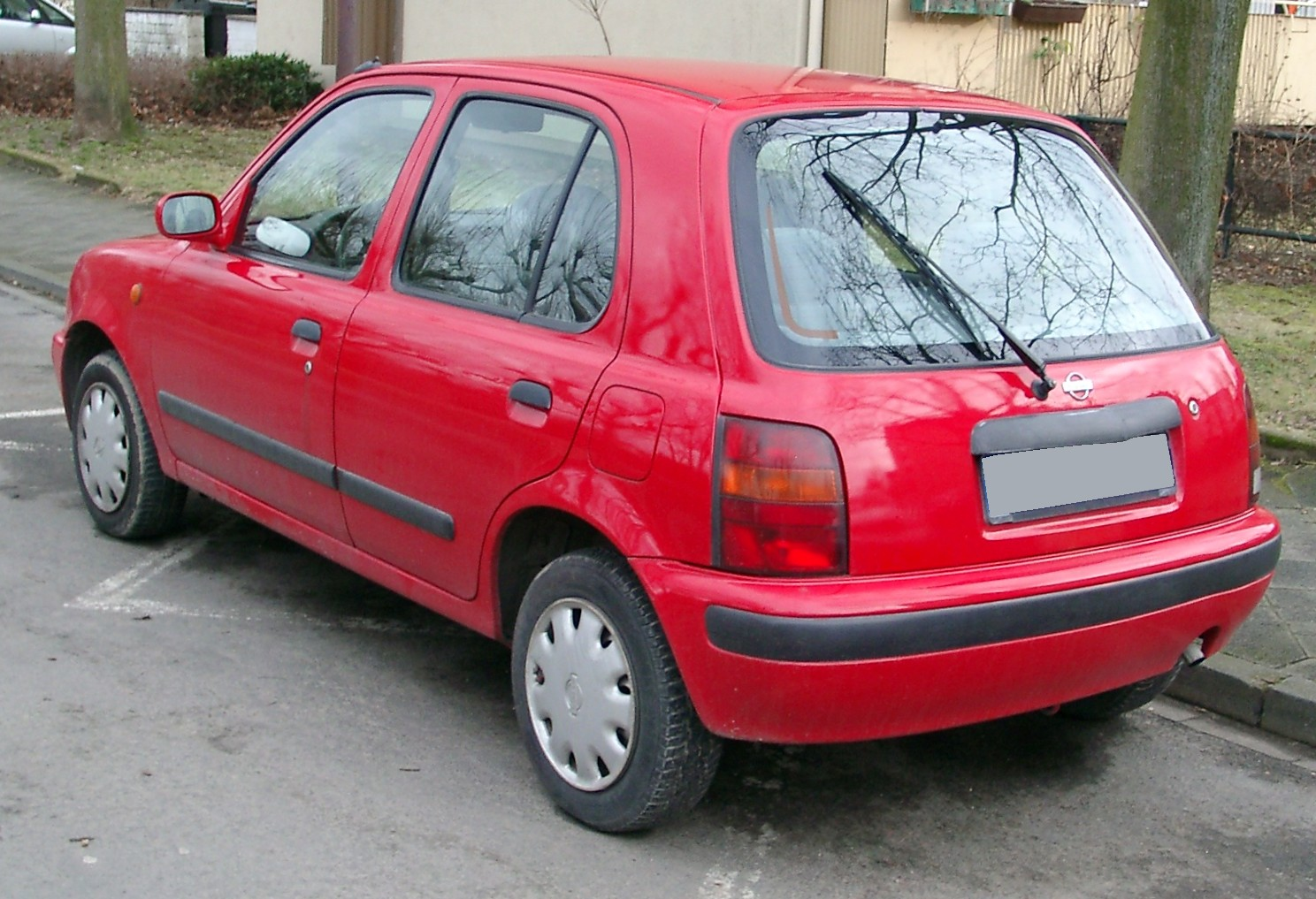
Tył Micry

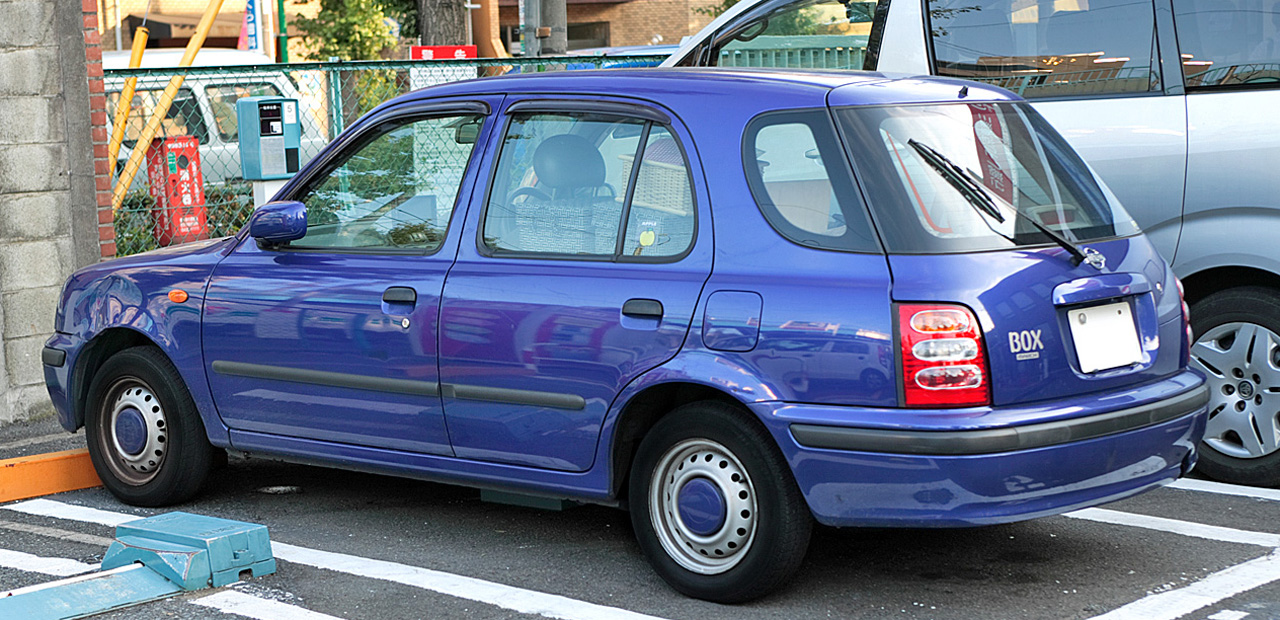
Tył Nissana March Box w wersji kombi

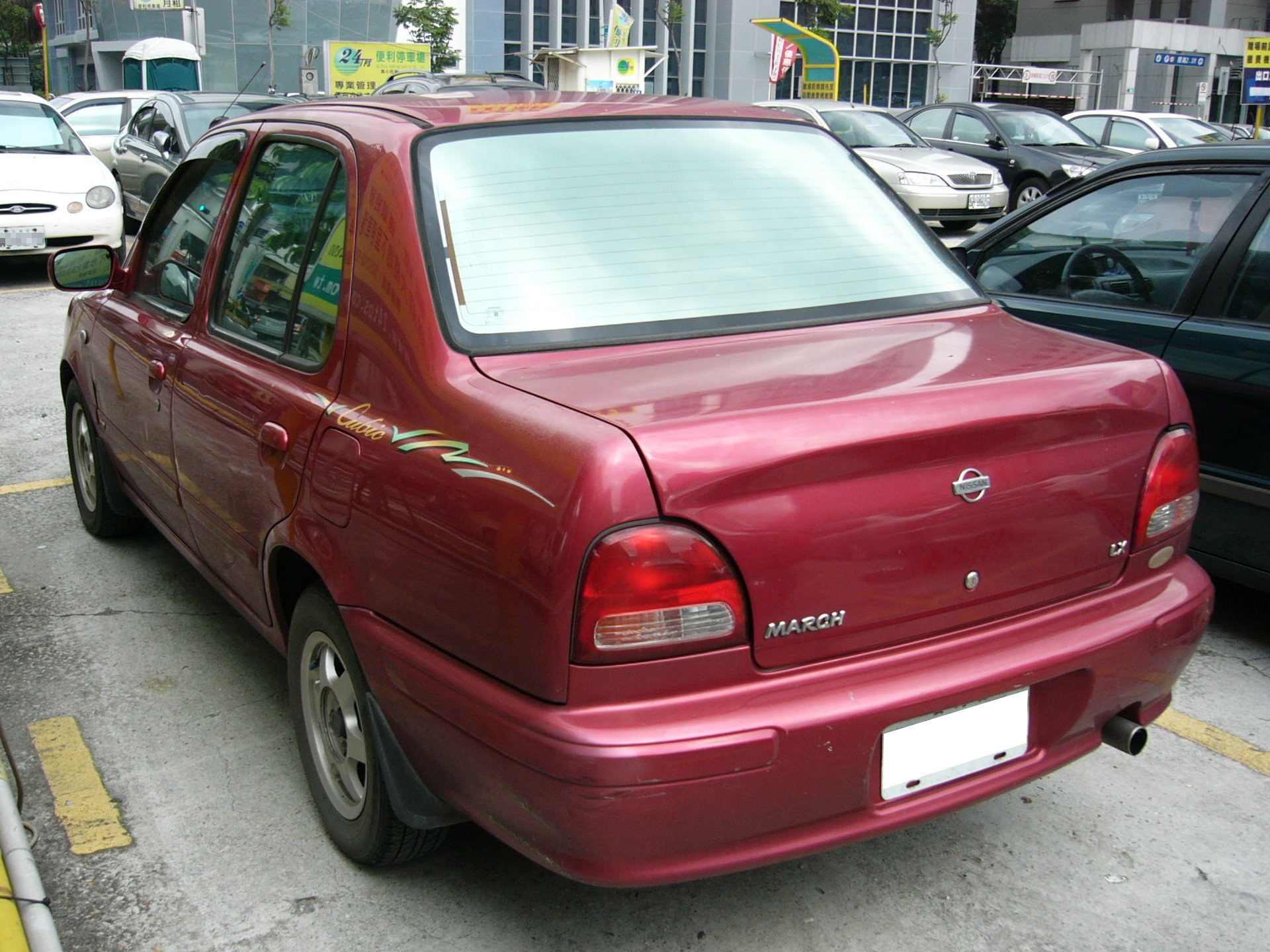
Tył Nissana March w wersji sedan

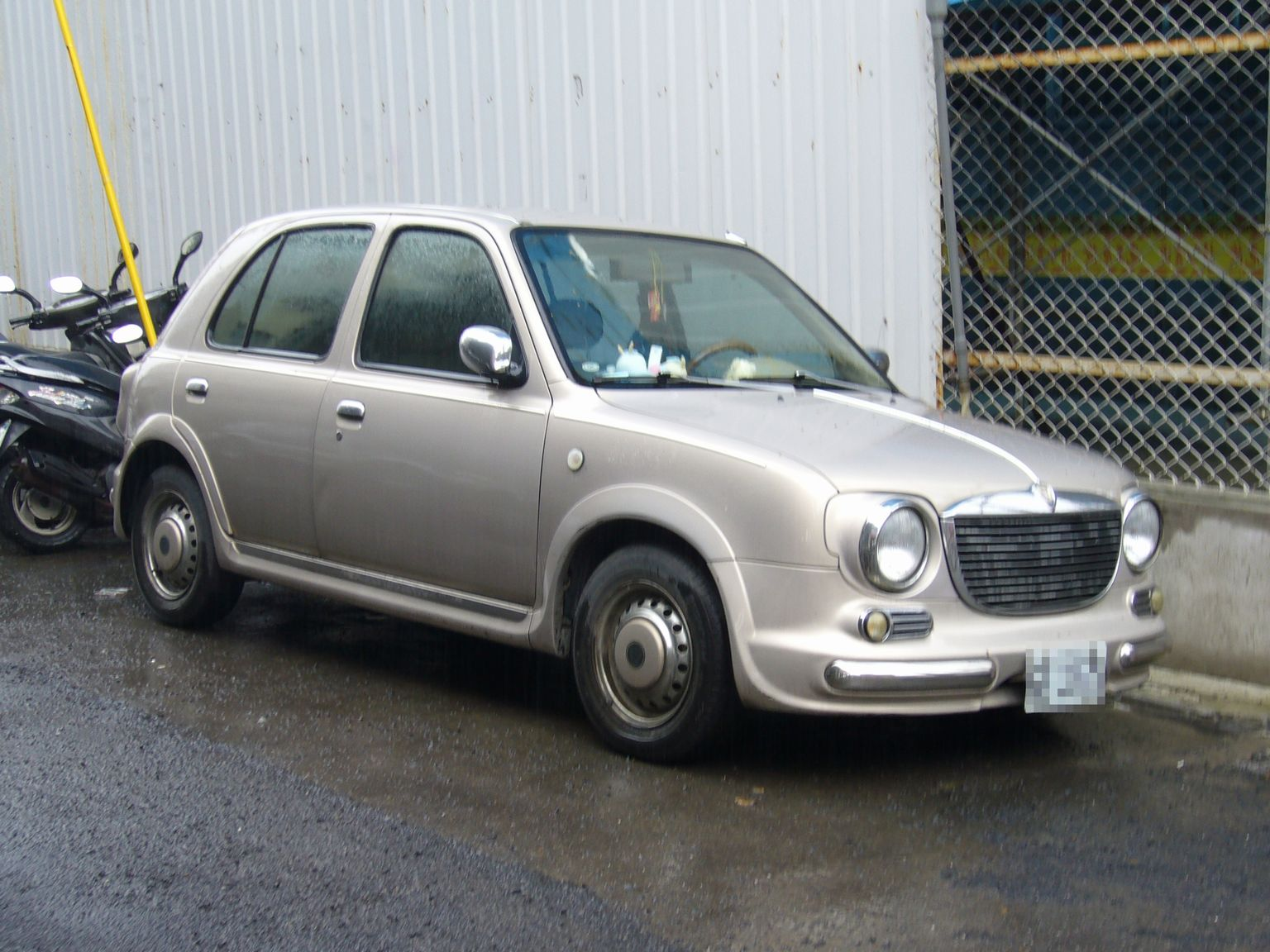
Tajwański Nissan Verita

Drugą generację Micry wprowadzono na europejski rynek w 1992 roku. Auto zyskało nowy silnik Diesla o pojemności 1527 cm³ dostarczany przez koncern PSA. Bagażnik mieści 205 l, a po złożeniu tylnej kanapy 960 l. Na rynku europejskim auto było dostępne tylko jako trzy- i pięciodrzwiowy hatchback. Z kolei na rynku japońskim, gdzie sprzedawano Micrę jako Nissana Marcha, dostępne było również kombi nazywane March Box. Oprócz kombi sprzedawano tam jeszcze kabrioleta M-Compass i Marcha z napędem na cztery koła. Na Tajwanie Micra jest wciąż sprzedawana, lecz ze zmienionym przodem oraz nową nazwą: Nissan Verita. Niektóre egzemplarze Micry wykorzystywano jako auta do nauki jazdy.
W plebiscycie na Europejski Samochód Roku 1993 model zajął 1. pozycję.
Jako pierwsze auto zostało przetestowane przez Euro NCAP.

### Dane techniczne
Silniki i inne dane techniczne Nissana Micry K11.
| Wersja silnikowa          | 1.0/50       | 1.0/60       | 1.3 16V      | 1.4 16V      | 1.5 D        |
| ------------------------- | ------------ | ------------ | ------------ | ------------ | ------------ |
| Pojemność                 | 998 cm³      | 998 cm³      | 1275 cm³     | 1348 cm³     | 1527 cm³     |
| Moc maksymalna            | 55 KM        | 60 KM        | 75 KM        | 82 KM        | 57 KM        |
| Moment obrotowy           | 79 Nm        | 80 Nm        | 103 Nm       | 108 Nm       | 92 Nm        |
| Prędkość maksymalna       | 150 km/h     | 150 km/h     | 175 km/h     | 170 km/h     | 146 km/h     |
| Przyspieszenie 0-100 km/h | 16,4 s       | 15,5 s       | 12,0 s       | 11,9 s       | 18,7 s       |
| Średnie zużycie paliwa    | 6,7 l/100 km | 6,0 l/100 km | 6,7 l/100 km | 6,1 l/100 km | 5,2 l/100 km |

## Trzecia generacja

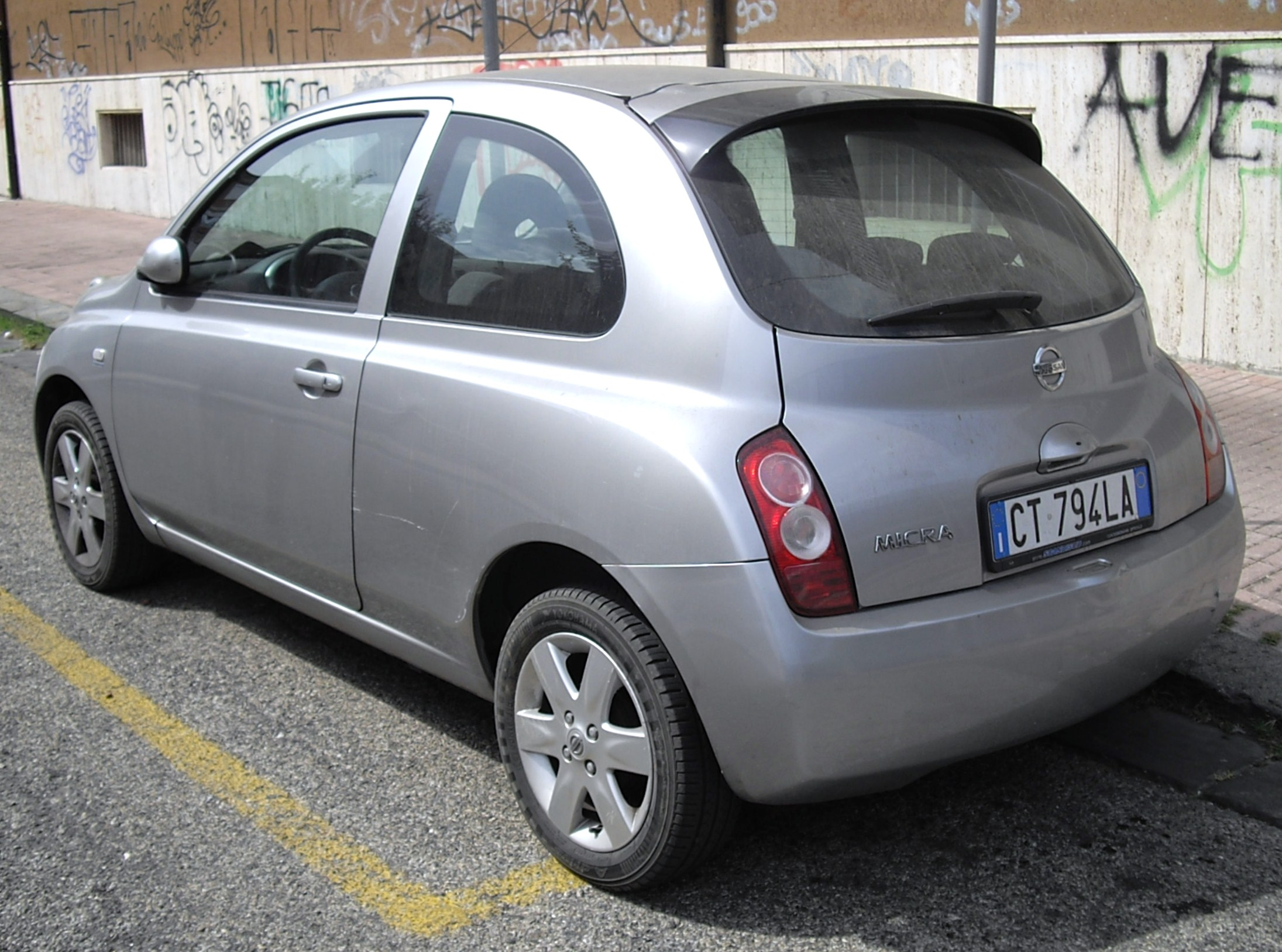
Tył Micry trzydrzwiowej przed liftingiem

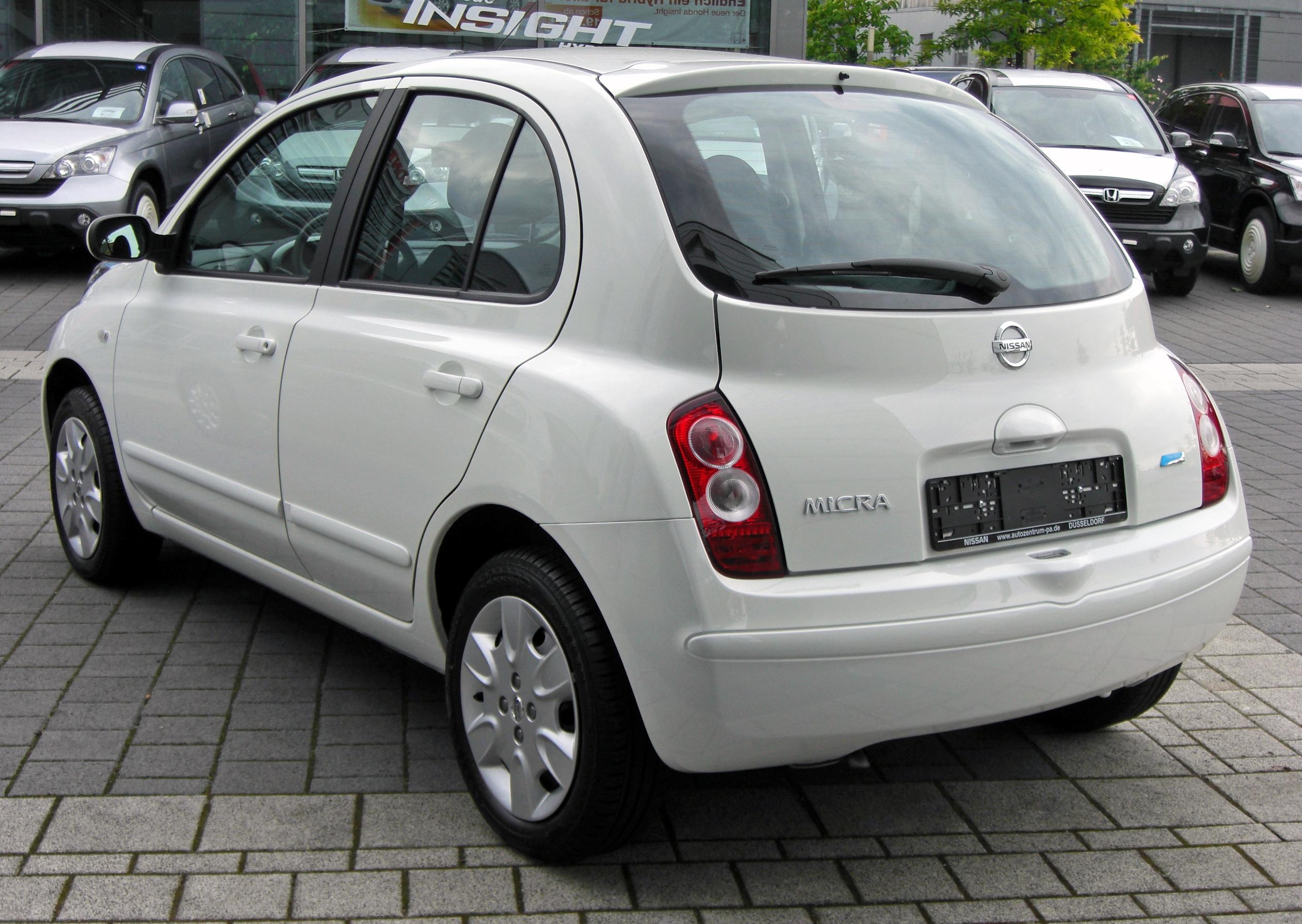
Tył Micry pięciodrzwiowej po liftingu

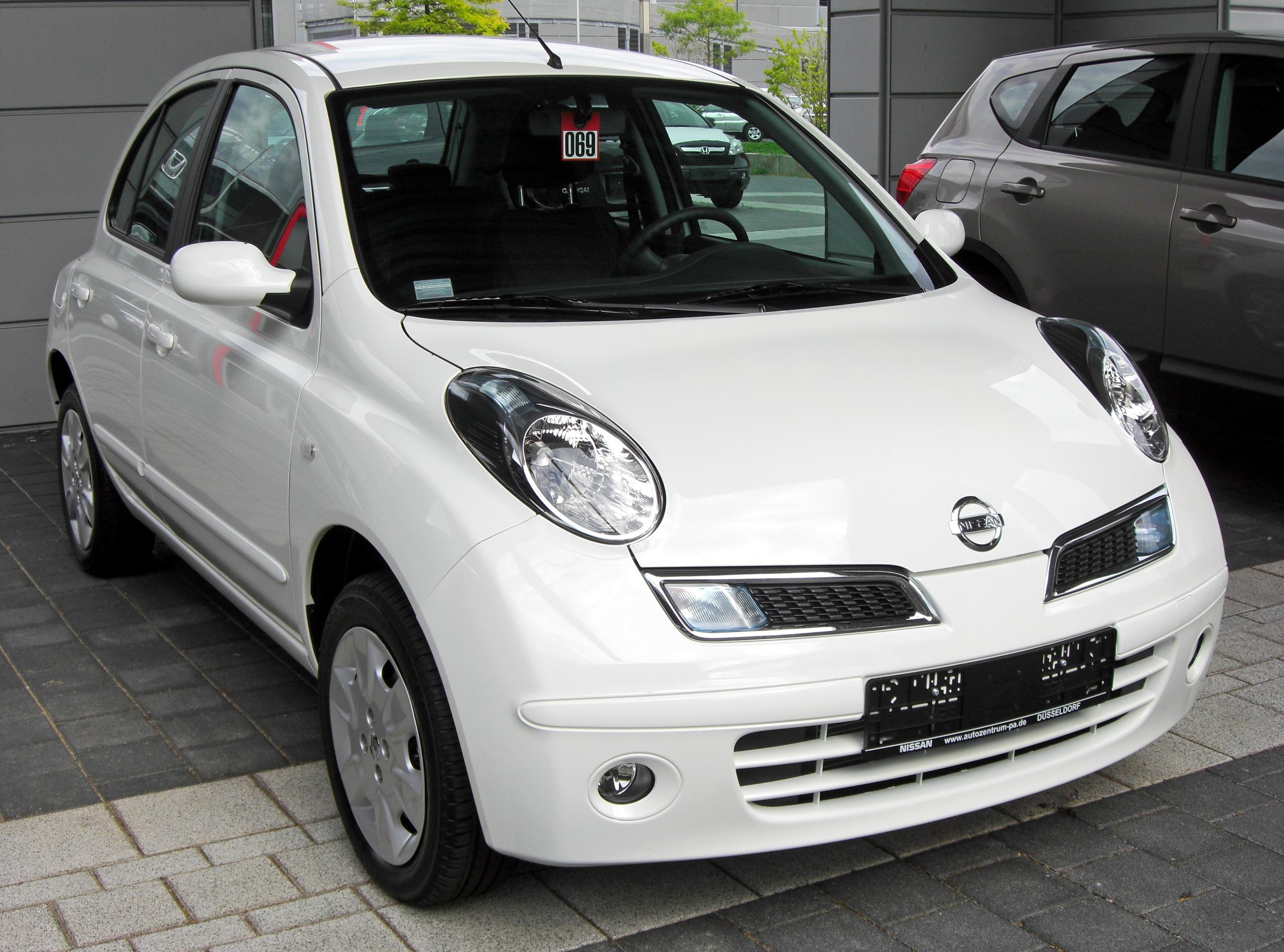
Nissan Micra po liftingu

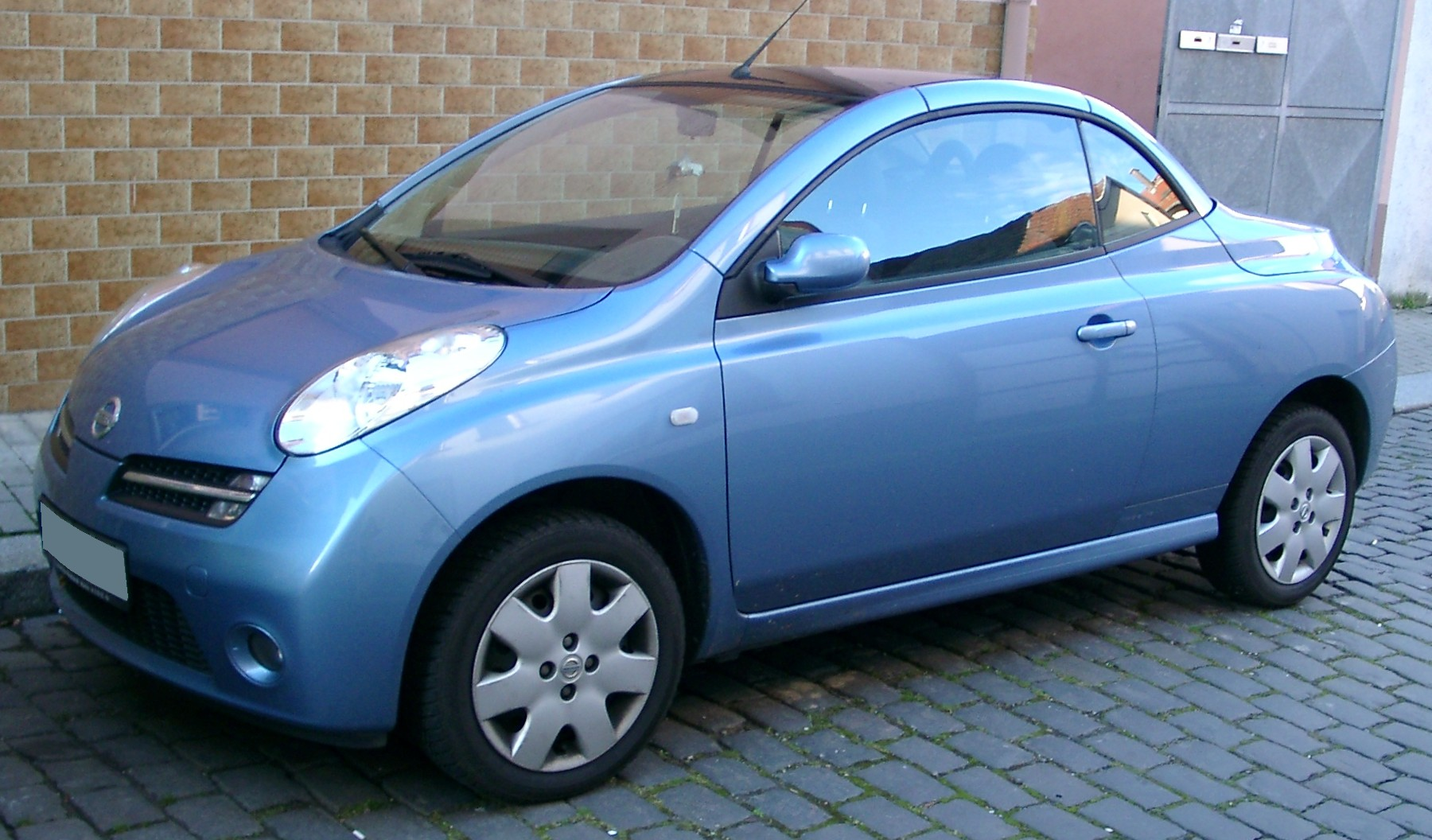
Nissan Micra C+C

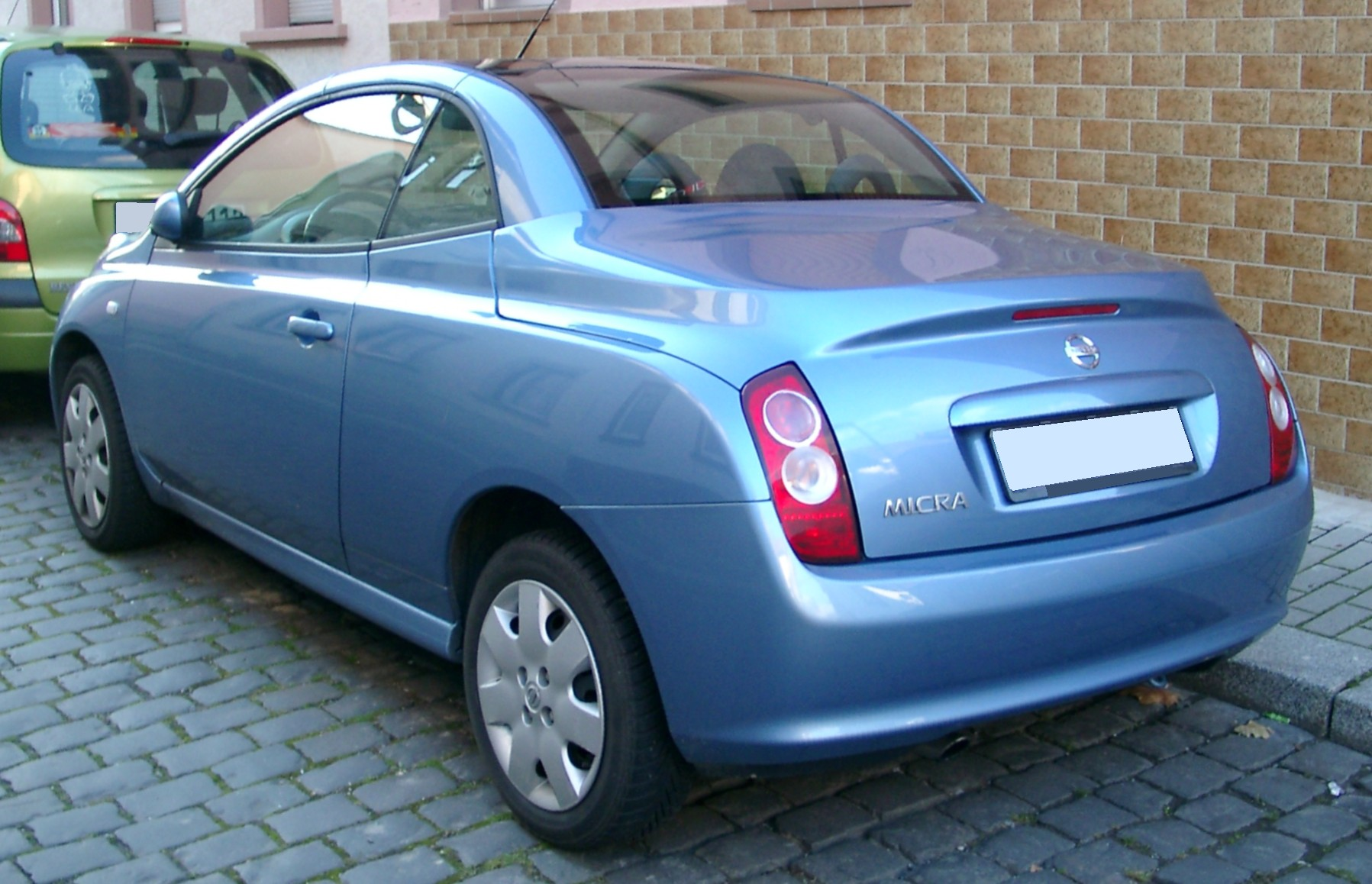
Tył Micry C+C

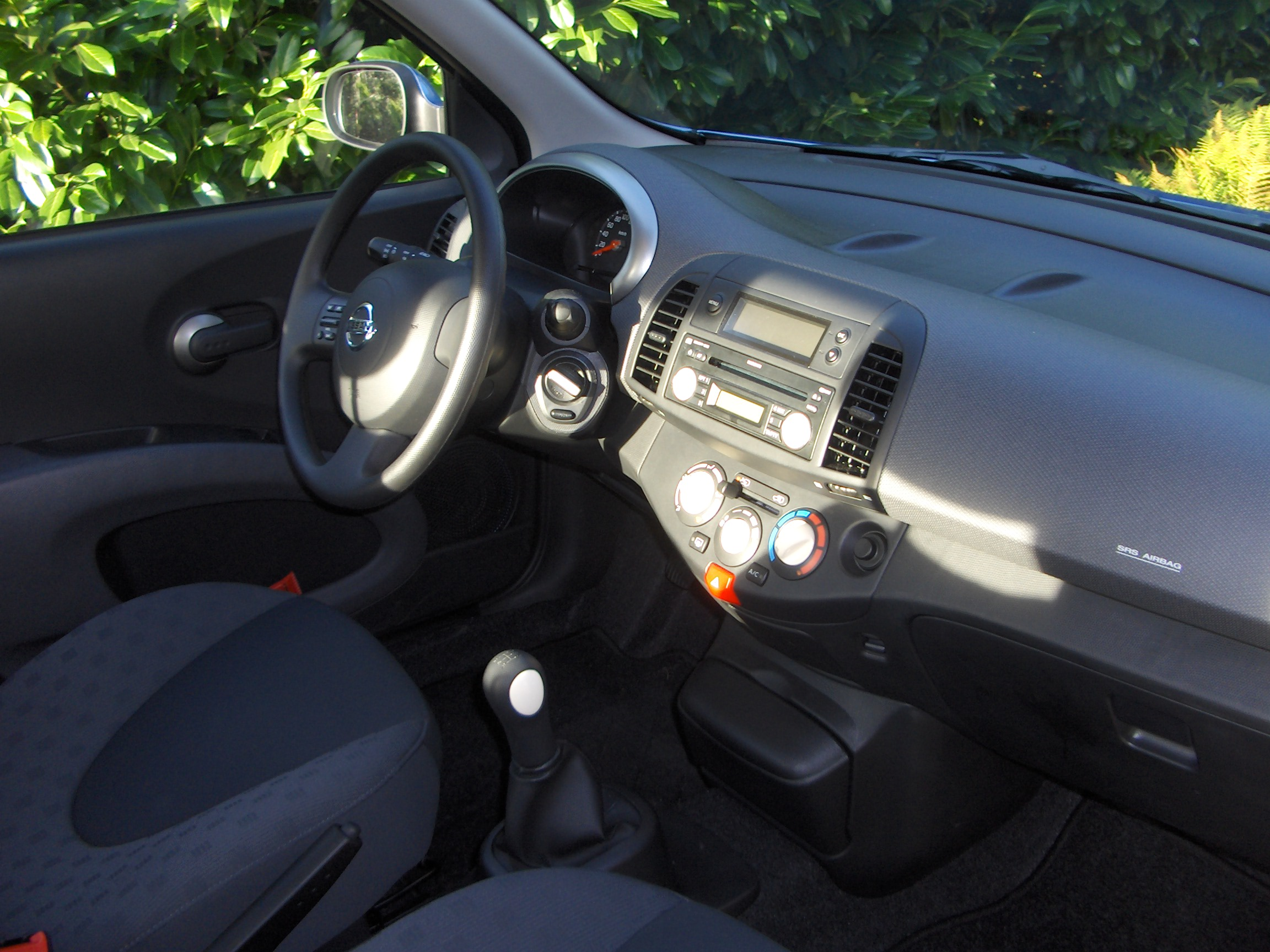
Wnętrze

Przedstawiając w 2003 roku kolejną odsłonę Micry pod nazwą K12 unowocześniono silniki 1200 cm³ i 1400 cm³ oraz wprowadzono później jednostkę o pojemności 1600 cm³.
Na 62. Internationale Automobil-Ausstellung we Frankfurcie nad Menem we wrześniu 2007 roku zaprezentowano Micrę po faceliftingu. Minimalne zmiany dotyczą głównie przedniej części nadwozia (nowy zderzak i światła). Wyposażenie wzbogaciło się o radio z bluetoothem i czytnikiem plików MP3. Ten model Nissana Micry był bardzo często spotykany jako pojazd do nauki jazdy.

### Dane techniczne
| Model   | Lata produkcji | Paliwo  | Pojemność skokowa (cm³) | Moc maks. | Moment maks. (Nm) | 0–100 km/h (sekundy) | Prędkość max (Km/h) | Średnie spalanie (l/100km) | Emisja CO2 (g/Km) |
| ------- | -------------- | ------- | ----------------------- | --------- | ----------------- | -------------------- | ------------------- | -------------------------- | ----------------- |
| 1.0     | 2003-2005      | Benzyna | 998                     | 65KM      | 89                | 15,7                 | 154                 | 5,8                        |                   |
| 1.2     | 2005-2010      | Benzyna | 1240                    | 65KM      | 110               | 16,3                 | 154                 | 5,9                        | 143               |
| 1.2     | 2003-2010      | Benzyna | 1198                    | 80KM      | 110               | 13,7                 | 170                 | 5,0                        | 170               |
| 1.4     | 2003-2010      | Benzyna | 1386                    | 88KM      | 128               | 11,9                 | 172                 | 6,2                        | 152               |
| 1.6     | 2005-2010      | Benzyna | 1598                    | 110KM     | 152               | 10,8                 | 182                 | 6,6                        | 158               |
| 1.5 Di  | 2003-2010      | Diesel  | 1461                    | 65KM      | 160               | 17,0                 | 155                 | 4,6                        | 122               |
| 1.5 dCi | 2003-2010      | Diesel  | 1461                    | 86KM      | 185               | 12,9                 | 169                 | 4,5                        | 119               |

## Czwarta generacja

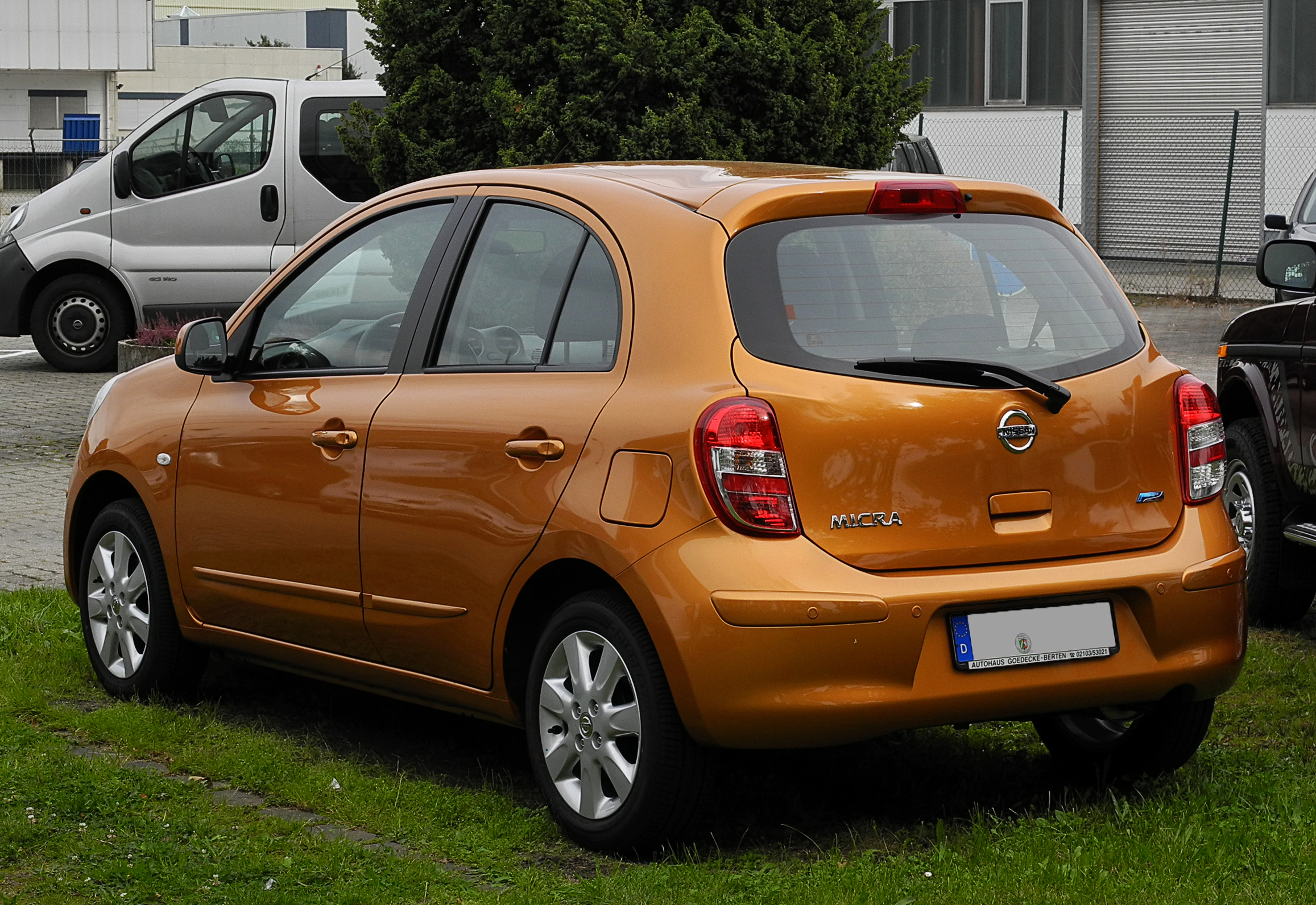
Tył pojazdu

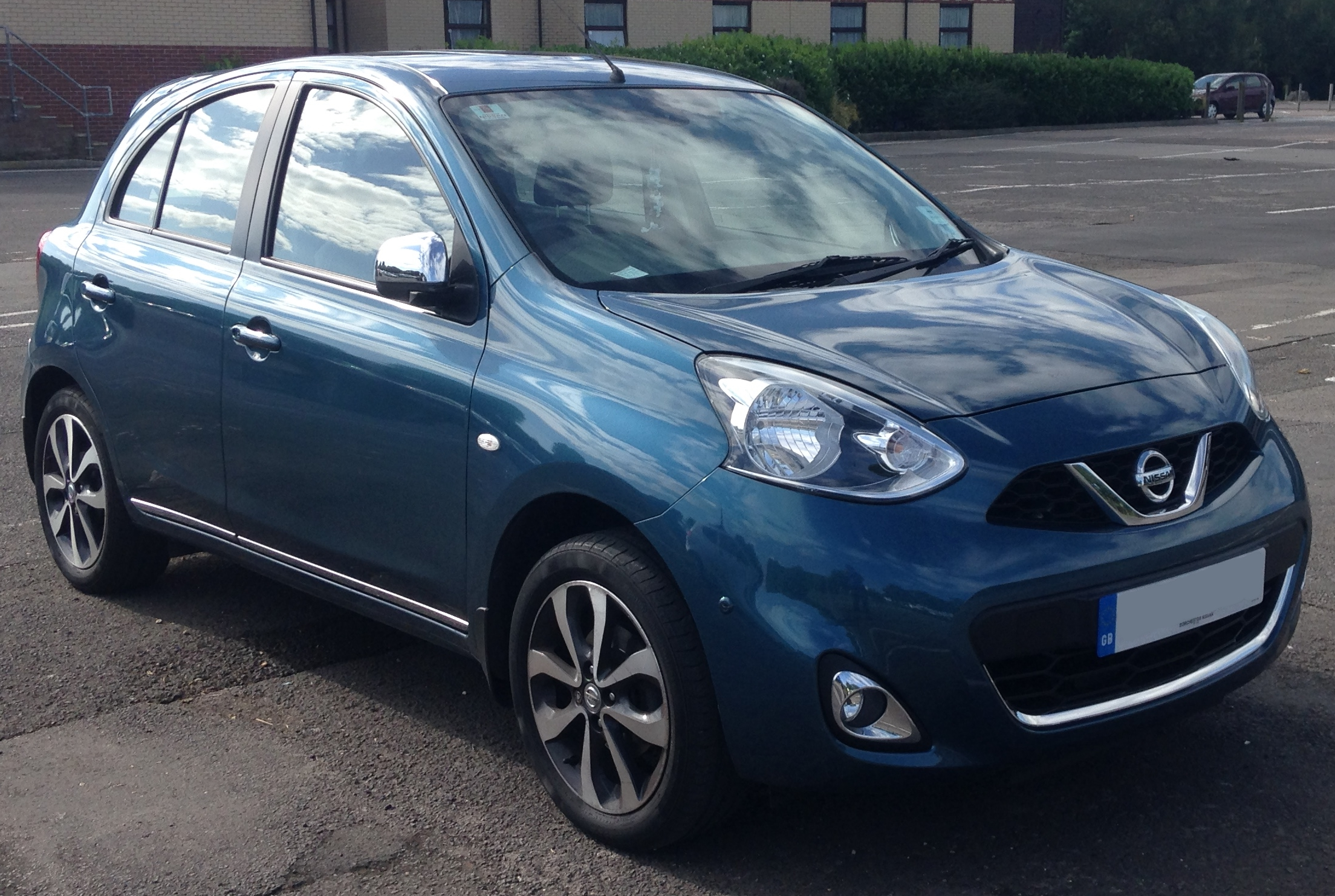
Nissan Micra IV po liftingu

Nissan Micra K13 został zbudowany na nowej platformie, która jest minimalnie dłuższa i niższa od poprzedniczki. Auto zostało skonstruowane w Japonii, produkowano je dla Europy w Indiach, a sprzedawano w 160 krajach na 5 kontynentach. Sprzedaż auta w Polsce rozpoczęto w listopadzie 2010.
W 2013 roku producent wprowadził wersję po Face liftingu. Auto jest dostępne w dwóch nowych kolorach nadwozia – perłowo-metalicznym Pacific Blue oraz metalicznym Platinum Sage – oraz z nowymi wzorami 15- oraz 16-calowych felg. Oprócz tego odświeżony Nissan Micra doczekał się zmiany wyglądu pasa przedniego – nowe światła i grill z chromowaną listwą w kształcie litery V. Odświeżono także zderzak z dużym dolnym grillem oraz światłami przeciwmgłowymi w trójkątnych obudowach. Z tyłu zmieniono klosze lamp, zastosowano rozwiązania LED oraz przedłużono klapę bagażnika. Odświeżony Nissan Micra dostał nową konsolę centralną oraz zmienione wywietrzniki, poprawiono również wygląd zegarów i wskaźników. Wewnątrz znaleźć można złącza AUX, USB oraz nowe gniazdo 12 V. W wyposażeniu dodatkowym oferowany jest system nawigacji NissanConnect z wyświetlaczem 5,8-cala oraz system wspomagania parkowania.

### Dane techniczne
| Model           | Debiut  | Motor   | Pojemność skokowa (cm³) | Moc maks.przy obr./min | Moment maks. (Nm)przy obr./min | Emisja CO2 (g/Km) | 0–100 km/h (sekundy) | Prędkość max (Km/h) | Średnie spalanie (l/100km) |
| --------------- | ------- | ------- | ----------------------- | ---------------------- | ------------------------------ | ----------------- | -------------------- | ------------------- | -------------------------- |
| 1.2 (CVT)       | od 2010 | Benzyna | 1198                    | 59kW/80KM/6000         | 110/4000                       | 115               | 13.7 (14.5)          | 170 (161)           | 5.0 (5.4)                  |
| 1.2 DIG-S (CVT) | od 2011 | Benzyna | 1198                    | 72kW/98KM/5600         | 142/4400                       | 99 (115)          | 11.3 (11.9)          | 180 (175)           | 4.3 (5.0)                  |

## Piąta generacja

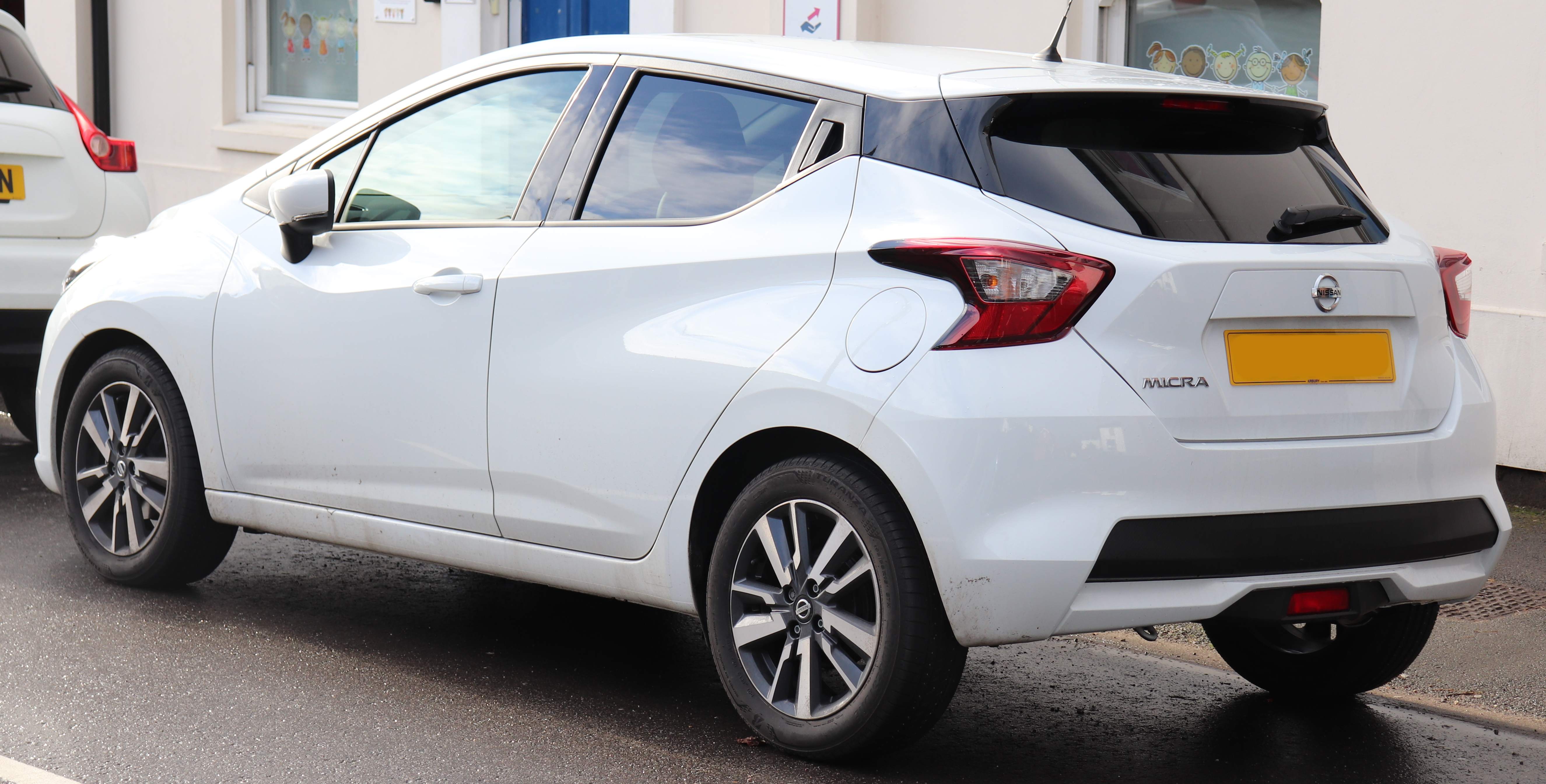
Nissan Micra V – tył

Nissan Micra V, o symbolu fabrycznym K14, został zaprezentowany podczas Międzynarodowego Salonu Samochodowego w Paryżu w 2016 roku. Jest to pierwsza i jedyna w historii Micra opracowana i produkowana z myślą wyłącznie o Europie.
Stylistyka wnętrza i wyglądu zewnętrznego jest bardziej nowoczesna w przeciwieństwie do poprzednich generacji. Podobnie jak większość nowych kompaktów, samochód ma wiele dostosowań kolorystycznych. Piąta generacja wyposażona jest w system o nazwie Trace control, co zapobiega podsterowności przez delikatne szczypanie hamulców. Piąta generacja była oferowana z 3 silnikami: 2 silniki benzynowe (0.9 IG-T 90 KM i 1.0 73 KM) oraz jeden diesel (1.5 dCi 90 KM). Wszystkie te silniki zostały zapożyczone z Renault Clio IV. Nowa generacja była początkowo oferowana z 5-biegową manualną skrzynią biegów, jednak producent pracował nad wprowadzeniem do oferty bezstopniowej automatycznej skrzyni biegów. Sprzedaż piątej generacji Nissana Micry rozpoczęła się w marcu 2017 roku.
Produkcja samochodu zakończyła się w grudniu 2022, z wyprzedażą pozostałych sztuk w kolejnych miesiącach 2023 roku.

### Dane techniczne[14][15][18]
| Model    | Debiut  | Motor   | Pojemność skokowa (cm³) | Moc maksymalna | Moment obrotowy | Przyspieszenie 0-100 (s) | V-max (km/h) |
| -------- | ------- | ------- | ----------------------- | -------------- | --------------- | ------------------------ | ------------ |
| 0.9 IG-T | od 2016 | Benzyna | 898                     | 66kW/90KM      | 140Nm           | 12,1                     | 175          |
| 1.0      | od 2016 | Benzyna | 998                     | 52kW/71KM      | 95Nm            | 15,1                     | 161          |
| 1.5 dCi  | od 2016 | Diesel  | 1461                    | 66kW/90KM      | 220Nm           | 11,9                     | 179          |

## Szósta generacja
Nissan Micra VI, o symbolu fabrycznym K15 została zaprezentowana w połowie 2025 roku. Tym samym został przywrócony emblemat Micra po 2,5 roku przerwy. 
Szósta generacja Micry jest wyłącznie samochodem elektrycznym, który został zbudowany na bazie platformy AmpR-Small przeznaczonej do produkcji Renault 5 E-Tech Electric. Samochód jest dostępny z silnikami o mocy 122 KM (90 kW) i 150 KM (110 kW). Są one wyposażone w akumulator o pojemności 40 kWh i 52 kWh, a ich zasięg wynosi odpowiednio 310 KM i 408 KM w cyklu WLTP. Sprzedaż elektrycznego Nissana Micry rozpocznie się pod koniec 2025 roku.